# 霊川県 (山西省)
霊川県（れいせん-けん）は中華人民共和国山西省にかつて存在した県。現在の古交市北西部に相当する。
唐代の712年（先天元年）に設置され、714年（開元2年）に廃止された。